# Splachnum ligulatum
Splachnum ligulatum là một loài rêu trong họ Splachnaceae. Loài này được Hoffm. ex Schrad. mô tả khoa học đầu tiên năm 1803.
Danh pháp khoa học của loài này chưa được làm sáng tỏ. 